# Strumigenys miniteras
Strumigenys miniteras (лат.) — вид мелких земляных муравьёв из подсемейства Myrmicinae. Австралия.
Мелкие муравьи (около 2 мм) с сердцевидной головой, расширенной кзади. Затылочный край головы с 2-4 отстоящими волосками, чем отличается от сходных видов S. emmae и S. sutrix, у которых они отсутствуют. Мезонотум сетчато-пунктированный. Диск постпетиоля гладкий.
Мандибулы вытянутые тонкие (с 2 преапикальными зубцами), их длина (ML) меньше максимальной ширины переднего края клипеуса. Усики 4-члениковые. Длина головы (HL) 0,44-0,46 мм, ширина головы (HW) 0,35-0,37 мм. От Strumigenys anchis отличается отсутствием вентро-латеральной головной выемки перед глазами.  Стебелёк между грудкой и брюшком состоит из двух члеников: петиолюса и постпетиолюса (последний четко отделен от брюшка), жало развито, куколки голые (без кокона). Специализированные охотники на коллембол. Вид был впервые описан в 2000 году английским мирмекологом Барри Болтоном. Включён в состав видовой группы emmae species group (вместе с S. anchis, S. emmae, S. radix, S. pnyxia, S. bibis, S. sutrix.